# Symphonic Metal
Symphonic Metal ist ein Sammelbegriff für einen musikalischen Crossover zwischen Metal und Elementen der klassischen Musik sowie die Bezeichnung für ein spezifisches, gelegentlich Opera Metal genanntes, Subgenre des Metal. Mit dem steigenden Erfolg des Subgenres in den 2000er Jahren ging die Bedeutung als Sammelbegriff zurück.

## Geschichte

### Als Sammelbegriff
Bis in die 1990er Jahre bezeichnete Symphonic Metal die Vermengung von Metal mit klassischen, barocken und zum Teil mittelalterlichen Elementen. Die Varianten dieser Elemente reichen von synthetisch generierten Klängen über den Einsatz einzelner Instrumentalisten bis zu realen Kooperationen mit Ensemblen, Orchestern und Chören. Ein Hang zu musikalischen Gesamtkonzeptionen und progressiven Elementen gilt als üblich. Als prototypischer Vertreter dieser Spielweise nennt Simon Maria Hassemer die Krefelder Blind Guardian. Als erste Interpreten, die eine solche Mischung präsentierten, gelten Rainbow von Ritchie Blackmore. Auch folgende Musikgruppen Blackmores wurden dem Sammelbegriff untergeordnet.
Mit dem Erfolg der New Wave of British Heavy Metal sowie mit der Verbreitung von Keyboards und Synthesizern und den darauf folgenden stilistischen Entwicklungen im Spektrum des Metal griffen unterschiedliche Interpreten auf die Idee zurück, Metal mit klassischen Musikelementen zu kombinieren. Für die Übertragung dieser Idee in den Extreme Metal gilt das 1987 erschienene Album Into the Pandemonium von Celtic Frost als wegweisend.

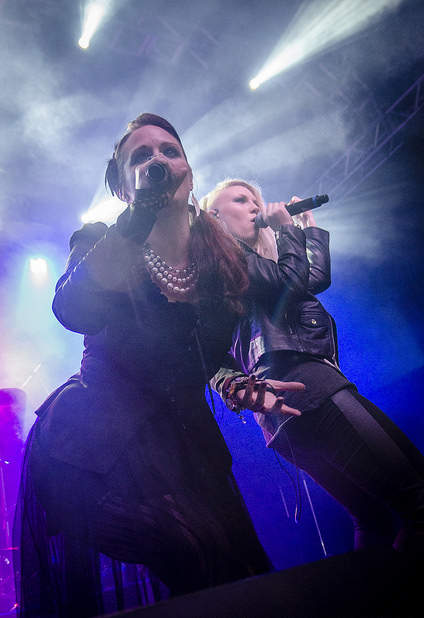
Therion, hier 2014, gelten als wichtige Gruppe für die Entwicklung aus dem allgemeinen Sammelterminus hin zu einem Stilbegriff

In den folgenden Entwicklungen des Metal griffen Interpreten unterschiedlichster Spielweisen auf die Idee zurück. Der Gothic Metal in seiner vom Death Doom ausgehenden Hinwendung zum Dark Wave nahm klassisch inspirierte Arrangements, Instrumentalisten oder Sängerinnen in den eigenen Klang auf. Paradise Lost banden 1991 eine klassische Sängerin ein, My Dying Bride im gleichen Jahr einen Violinisten. Der Gothic Metal begünstigte weitere gegenseitige Bezugnahme zwischen der Schwarzen Szene und dem Metal und damit das Aufgreifen orchestraler Elemente. Der von Therion und Lacrimosa gespielte Symphonic Metal wird mitunter dieser Entwicklung zugerechnet, wodurch der Symphonic Metal durchaus der Tradition des Gothic Metal folgt, aber kaum stilistische Bezugspunkte aufweist. Ähnliche Entwicklungsschritte, in der Bezugnahme auf den kurzlebigen Gothic-Metal-Trend, nahmen Trail of Tears und Tristania, die zum Ende der 1990er Jahre Elemente des Death Doom mit Elementen des aufkommenden Symphonic Metal miteinander verbanden. Diese hybride Herangehensweise führten Interpreten wie die australischen Rise of Avernus und Mekigah fort.
Auch in der Entstehung des Post-Metals wurde, unter der Bezugnahme auf den Dark Wave, auf Instrumentalisten zurückgegriffen, die eher der klassischen Musik zugeordnet werden. Neurosis ließen für die Aufnahmen des Albums Souls at Zero 1992 erstmals Cello, Flöte, Trompete, Violine und Viola einspielen. Der Einsatz von Streichern oder Bläsern setzte sich im Genre ebenso fort wie der Hang zu gesamtkonzeptionellen Alben.
Im Progressive Metal gehören die an klassischer Musik orientierten Arrangements zum gängigen Repertoire. Die Idee der Kooperation mit vermeintlich klassischen Musikern wurde dabei besonders durch Queensrÿche aufgegriffen. Die Band arbeitete wiederholt mit Michael Kamen als Arrangeur und kooperierten zum Ende der 1990er Jahre als eine der ersten Metalbands mit einem vollständigen Orchester.
Aus dem Metalmainstream nahmen unter anderem Rage und Metallica die Idee auf. Rage veröffentlichten 1996 ihre Zusammenarbeit mit dem Prager Sinfonieorchester Lingua Mortis. Metallica kooperierten zu ihrem selbstbenanntem Album aus dem Jahr 1991 ebenfalls mit Kamen. Ähnliche Kooperationen gingen seitdem unterschiedliche Metalbands ein. Zu den kommerziell erfolgreichsten Veröffentlichungen dieser Phase zählt das Metallica-Doppelalbum S&M aus dem Jahr 1999, das ebenfalls auf eine Idee Kamens zurückging.
Im Black Metal prägten in der zweiten Hälfte der 1990er Emperor eine mit synthetisch generierten Elementen klassischer und neoklassischer Musik versehene Unterstilrichtung.
In weiteren Substilen des Metal wie dem Progressive Metal, dem True Metal und dem Power Metal bestehen weiterhin häufig Bezugnahmen auf klassische Musik und Kooperationen mit eher klassischen Instrumentalisten. Gelegentlich werden derartige Substilrichtungen mit dem Begriff Symphonic oder Epic gekennzeichnet. So sind Epic Power Metal, Epic Doom und Symphonic Black Metal gängige Bezeichnungen für Abstufungen der jeweiligen Subströmungen des Metal, die klassische und orchestrale Instrumentierungen aufgreifen.

### Als Stilbegriff

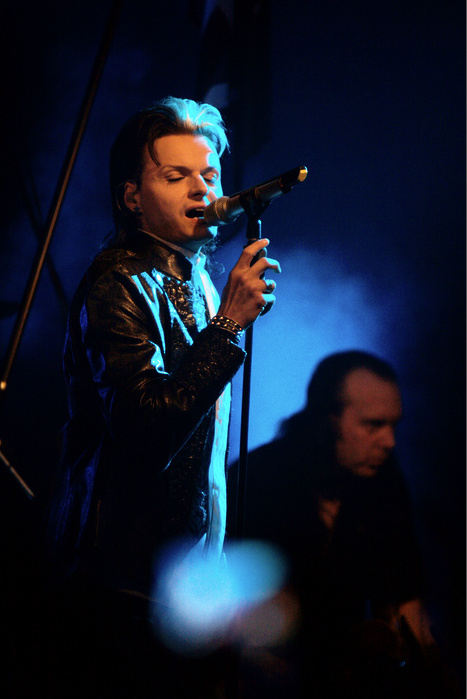
Lacrimosa, hier 2009, gelten neben Therion als stilprägende Gruppe des Symphonic Metal

Im Verlauf der 1990er Jahre entwickelte sich im Spektrum des Symphonic Metal eine eigenständige und erfolgreiche Spielweise des Metal mit einer Reihe stilistischer Gemeinsamkeiten. Der gelegentlich „Opera Metal“ genannte Stil hat seinen musikalischen Bezugspunkte überwiegend im Power Metal. Nach Clifford-Napoleone orientiert sich der Stil an den fantastischen Texten des Power Metal und kombiniert diese mit vermeintlich klassischen Elementen sowie mit einer Sängerin, die meist in hoher Stimmlage singt. Die Musiker verweisen hinzukommend häufig auf Interpreten des Extreme Metal, insbesondere des Gothic Metal und des Funeral Doom als Inspiration.
Zu den ersten erfolgreichen Gruppen des Stils zählen Therion und Lacrimosa. Therion entwickelten ihren Stil aus dem Death Metal unter der Bezugnahme auf Celtic Frost hin zu Metal, der mit Chören, klassischen und symphonischen Arrangements und Instrumenten agierte. Der Band gelang 1996 mit Theli der internationale Durchbruch. Der ursprünglich als „Symphonic Opera Metal“ umschriebene Stil wurde bereits auf dem Vorgängeralbum Lepaca Kliffoth geprägt. Einflüsse aus Progressive Rock wurden ebenso Teil des musikalischen Konzeptes wie klassische Arrangements und Sopran- sowie Bassbariton-Gesang. Lacrimosa, eine Band, die anfänglich als Gruppe der Neuen Deutschen Todeskunst beziehungsweise des Dark Wave galt, arbeitete ab Mitte der 1990er Jahre zunehmend Elemente des Metal in ihre Musik ein. Mit dem Album Inferno aus dem Jahr 1995 kombinierte die Gruppe die Mischung mit klassisch anmutenden Streicherarrangements und Klavierpassagen. Die Musik wurde in dieser Phase als musikalischer und soziokultureller Crossover zwischen Metal und der Musik der Schwarzen Szene dem Sammelbegriff Gothic Metal untergeordnet, ein Terminus, der auf spätere Interpreten des Symphonic Metal, unabhängig vom eigenständigen Stilbegriff Gothic Metal, weiterhin Anwendung fand. Im Jahr 1997 debütierten Nightwish, Within Temptation und Haggard mit ähnlichen musikalischen Konzepten wie Lacrimosa oder Therion. Die Musiker gaben später weitere Interpreten wie The 3rd and the Mortal, The Gathering, Paradise Lost und Celtic Frost als wichtige Inspiration an.
Als wesentliche Initialzündung für die Ausformulierung eines eigenständigen Genres wird der Erfolg der Gruppe Nightwish mit den Alben Oceanborn 1998 und Wishmaster 2000 gesehen. Nachdem Nightwish neben den Charts ihres Heimatlands unter anderem die deutschen Charts erreichten, orientierten sich viele der weiteren Interpreten optisch und musikalisch, insbesondere im Gesang, an Nightwish. Die Sängerin von Within Temptation Sharon den Adel gab an, sie habe, nachdem sie Nightwish gehört habe, die Gesangstechnik von Tarja Turunen übernommen. Zum Teil wurden ähnlich agierende Gruppen durch die Musikindustrie stärker vermarktet. Die Turunen nachfolgenden Genre-Sängerinnen setzten sich optisch von bisherigen Metalstereotypen ab und traten betont feminin, häufig in mittelalterlich oder fantastisch anmutenden Kleidern, auf, woraufhin die Wahrnehmung als geschlossene Genregruppierung zunahm.
Neben Nightwish, Lacrimosa und Therion wurden weitere Gruppen wie Within Temptation, Xandria, Epica und Delain, die zum Teil zeitgleich aktiv waren, daraufhin zunehmend populär und erfolgreich. Bis in die Mitte der 2000er Jahre etablierte eine ganze Reihe Musikgruppen, teils mit hohen Charterfolgen, das Genre am Musikmarkt. Dabei zeichnete sich über die Dekade hinaus mit den Niederlanden, Fennoskandinavien und dem deutschsprachigen Raum eine vornehmlich europäische Herkunftsregion für die Vertreter des Genres ab. Aus den Niederlanden erreichten Within Temptation, Delain, Epica sowie After Forever die Charts. Aus Fennoskandinavien stammen neben Therion, Nightwish und Tarja die ebenfalls erfolgreichen Tristania sowie Sirenia. Zu den ebenso erfolgreichen Genrevertretern aus dem deutschsprachigen Raum zählen neben Lacrimosa und Xandria Gruppen wie Beyond the Black, Edenbridge, Krypteria und Leaves’ Eyes. Mit diesem weiterführenden Genre-Erfolg trat der Terminus Symphonic Metal als Sammelbezeichnung zunehmend in den Hintergrund und wurde als Bezeichnung für den konkreten Stil gebräuchlich.

## Musikalische Einordnung
Für den Musikstil ist der Einsatz eines Keyboards typisch. Laut Metal Hammer ist ebenso der Einsatz einer Sängerin üblich. „Oftmals brillieren diese durch klassischen Operngesang, meist Sopran – was aber nicht zwingend von Nöten ist. Auch klare Männerstimmen oder sogar Growls kommen zum Einsatz und bilden im Schema des The-Beauty-and-the-Beast-Gesangs einen Kontrast zur weiblichen Stimme. Für Albenaufnahmen arbeiten Musiker aus diesem Bereich häufig mit Symphonie-Orchestern zusammen. […] Songstrukturen sind meist ziemlich komplex [und] atmosphärisch […]. Durch den enthaltenen Bombast und Epos erinnert Symphonic Metal teilweise an Filmmusik oder Musical.“ (Metal Hammer) Das Gitarrenspiel steht häufig im Kontrast zum Gesang und baue, ebenso wie das Interesse an klassischer Musik, auf den Ideen des Progressive Rock der 1960er Jahre auf. Trotz eines geringen Anteils englischsprachiger Musikgruppen werden die Liedtexte überwiegend in englischer Sprache verfasst und gesungen.